# 유실 영화 목록
다음은 유실 영화의 목록이다. 유실 영화는 현재 필름이 남아 있지 않아 볼 수 없게 된 영화를 뜻한다.

## 한국영화
- 《아리랑》
- 《무기와 육체》 1968년작
- 《설녀》 1968년작

## 해외영화
- 《오페라의 유령》1916년작
- 《공포》1928년작
- 《누구도 사랑을 주문하지 않았다》1972년작